# Silvio Parodi
Pour les articles homonymes, voir Parodi.
Silvio Parodi Ramos (né le 6 novembre 1931 à Luque au Paraguay) est un joueur de football international paraguayen, qui évoluait au poste de milieu de terrain, avant de devenir entraîneur.
Son frère, José, était également footballeur.

## Biographie

### Carrière de joueur

#### Carrière en club
Avec le club italien de la Fiorentina, il joue 7 matchs et inscrit 2 buts en Serie A. Il joue également un match en Coupe d'Europe des clubs champions.
Il dispute 12 matchs en première division espagnole avec le club du Racing Santander, inscrivant 3 buts.

#### Carrière en sélection
Avec l'équipe du Paraguay, il joue 21 matchs (pour 5 buts inscrits) entre 1951 et 1961. 
Il figure dans le groupe des sélectionnés lors de la Copa América de 1953 remportée par son équipe.
Il joue également trois matchs comptant pour les tours préliminaires de la coupe du monde 1954.

### Carrière d'entraîneur
Il dirige les joueurs paraguayens lors de la Copa América 1987. Le Paraguay est éliminé dès le premier tour de la compétition.

## Palmarès
| Sportivo Luqueño - Championnat du Paraguay (1) : - Champion : 1953. |  | Fiorentina - Coupe des clubs champions : - Finaliste : 1956-57. |

| Vasco da Gama - Championnat de Rio de Janeiro (1) : - Champion : 1958. - Tournoi Rio-São (1) : - Vainqueur : 1958. |  | Millonarios - Championnat de Colombie (1) : - Champion : 1964. |